# Rasheeda
Rasheeda Buckner, nota solo come Rasheeda (Atlanta, 25 maggio 1982), è una cantante statunitense.
Attiva anche come fashion designer e personaggio televisivo, ha fatto parte del gruppo Da Kaperz fino al 2000, anno in cui ha intrapreso la carriera solista.

## Discografia

### Album in studio
- 2001 – Dirty South
- 2002 – A Ghetto Dream (indipendente)
- 2006 – GA Peach
- 2007 – Dat Type of Gurl
- 2009 – Certified Hot Chick
- 2012 – Boss Chick Music (indipendente)

### EP
- 2008 – Certified Hot Chick EP

### Raccolte
- 2011 – The Best of Rasheeda